# Westgate Hall

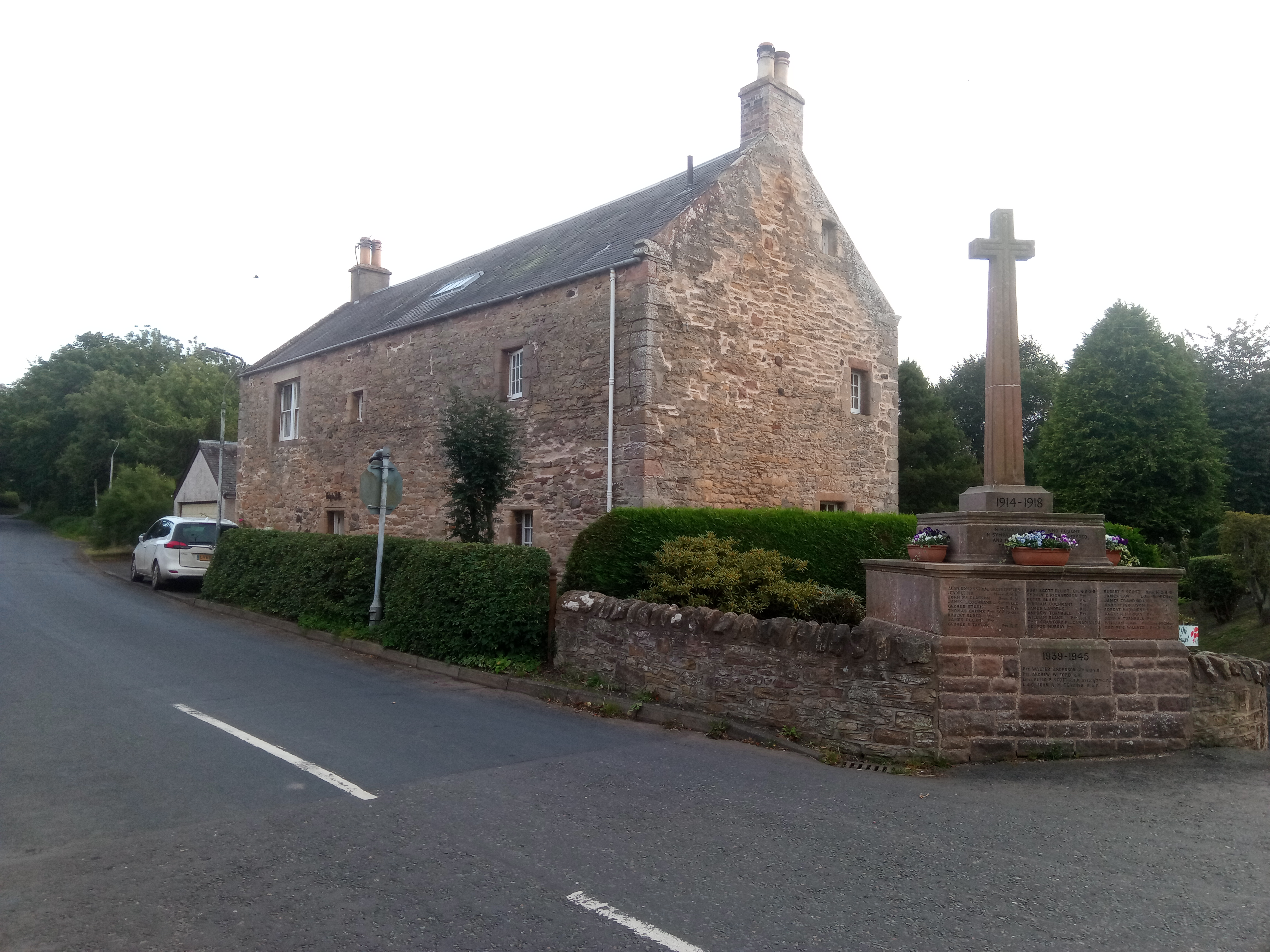
Westgate Hall

Westgate Hall ist ein Wohngebäude in der schottischen Ortschaft Denholm in der Council Area Scottish Borders. 1971 wurde das Bauwerk in die schottischen Denkmallisten in der höchsten Denkmalkategorie A aufgenommen.

## Beschreibung
Das Gebäude steht an der Straße Westgate am Westrand von Denholm. Bei dem im Laufe des 17. Jahrhunderts erbauten Wohngebäude handelt es sich um einen einfachen Bautyp des Stadthauses, der in Schottland nur noch selten anzutreffen ist. Das Mauerwerk des 16,8 m langen und 6,9 m breiten, länglichen Gebäudes besteht aus Bruchstein. Ein ursprünglicher Harl-Putz ist heute nicht mehr vorhanden. Gebäudeöffnungen sind mit Naturstein eingefasst. Der Eingangsbereich im ersten Obergeschoss an der südlichen Giebelseite des zweistöckigen Gebäudes ist ein späterer Anbau. Ein weiterer moderner Anbau findet sich an der Südwestseite. Das Hauptportal befindet sich an der asymmetrisch aufgebauten Ostfassade. Es ist profiliert eingefasst mit der Baujahrsangabe 1663 im Türsturz.
Weite Bereiche des Innenraums befinden sich nicht mehr im Originalzustand. Erwähnenswert ist jedoch ein offener Kamin im Erdgeschoss. Er ist 1,8 m breit bei einer Höhe von 1,2 m. In seinen wuchtigen, rund 60 cm mächtigen Sturz sind zwei Plaketten eingelegt. Eine ist achteckig und zeigt einen Schild und ein Herz, das Wappen der Douglas of Cavers zusammen mit den Initialen SAD für „Sir Archibald Douglas, 10. of Cavers“. Eine längliche Plakette links davon zeigt einen Dolch zwischen drei Wolfsköpfen sowie das Monogramm DRS für „Dame Rachael Skene“, Douglas’ Ehefrau.